# Granulit
Granuliti su metamorfne stijene koje su pretrpjele visokotemperaturni metamorfizam (točnije, pri temperaturama 100 °C - 900°C) uz umjereni do visoki tlak, koje je pretežno hidrostatski, a rjeđe statički stres. Imaju granoblastičnu (točnije granonematoblastičnu) strukturu, od čega su i dobili ime. Od velikog su značaja za geologe jer moguće je da predstavljaju uzorke duboke kontinentalne kore. Neki granuliti pretrpjeli su dekompresiju od velikih dubina do plićih krustalnih nivoa na visokim temperaturama, a drugi su se hladili na većim dubinama unutar Zemlje.
Kritična parageneza u granulitima sastoji se od bazičnog do neutralnog plagioklasa, piroksena i granata, a ovisno o eduktu iz kojeg su derivirani mogu sadržavati i druge minerale, poput kalijevog feldspata, kvarca, cordierita, sillimanita, kianita (distena), itd.
Postoje dva tipa granulita:
- mafitni granuliti: prevladavaju tamno obojeni, tj. melanokratni minerali. Nastali su iz bazičnih magmatskih protolita;
- felzitni granuliti: prevladavaju svijetli minerali, dominantno feldspati i kvarc. Nastaju iz pelitnih (glinom bogatih) ili pješčenjačkih protolita pod uvjetom da protoliti tijekom metamorfoze izgube vodu, što povisuje temperaturu anateksisa, odnosno omogućuje postizanje temperatura unutar kojih se događa metamorfoza u granulitnom facijesu.